# Macuilxóchitl de Artigas Carranza
Macuilxóchitl de Artigas Carranza är en ort i Mexiko.   Den ligger i kommunen San Jerónimo Tlacochahuaya och delstaten Oaxaca, i den sydöstra delen av landet, 400 km sydost om huvudstaden Mexico City. Macuilxóchitl de Artigas Carranza ligger 1 637 meter över havet och antalet invånare är 2 633.
Terrängen runt Macuilxóchitl de Artigas Carranza är varierad. Runt Macuilxóchitl de Artigas Carranza är det ganska tätbefolkat, med 56 invånare per kvadratkilometer. Närmaste större samhälle är Tlacolula de Matamoros, 9,6 km sydost om Macuilxóchitl de Artigas Carranza. Trakten runt Macuilxóchitl de Artigas Carranza består i huvudsak av gräsmarker.